# Reményi Károly (mérnök)
Reményi Károly (Pestszenterzsébet, 1934. március 31. –) Széchenyi-díjas magyar gépész- és villamosmérnök, energetikus, egyetemi tanár, a Magyar Tudományos Akadémia rendes tagja. Kutatási területe az energetika, égéselmélet és a gyenge minőségű szenek tüzeléstechnikája. Nevéhez fűződik a „hibrid-fluidizációs tüzelési rendszer” kidolgozása, valamint több magyar hőerőmű üzembe helyezésével kapcsolatos problémájának megoldása. 1970 és 1992 között a Villamosenergia-ipari Kutatóintézet tudományos igazgatóhelyettese.

## Életpályája
1952-ben a Fáy András gimnáziumban érettségizett, majd felvették a Budapesti Műszaki Egyetem Gépészmérnöki Karára, ahol 1957-ben szerzett gépészmérnöki diplomát. Emellett 1962-ben villamosmérnöki diplomát is szerzett. Gépészmérnöki diplomájának megszerzése után a Csepeli Erőműnél kapott mérnöki állást. Egy évvel később átment Erőmű-tröszthöz (ma: Magyar Villamos Művek Zrt.), ahol műszaki munkatársi beosztásban dolgozott. Itt tizenkét évet töltött. 1970-ben tért át a komolyabb tudományos tevékenységre, amikor a Villamosenergia-ipari Kutatóintézet (Veiki) tudományos igazgató-helyettesévé nevezték ki. Tudományos munkásságának jelentős része a kutatóintézethez kapcsolódik. Hivatali ideje huszonkét évet ölelt át. 1992-ben kutatóprofesszori megbízást kapott. Emellett 1990-ben egyetemi tanári kinevezést kapott a Budapesti Műszaki Egyetem Gépészmérnöki Karának energetika tanszékére (ma: energetikai gépek és rendszerek tanszék). Jelentős szerepe volt a BME gépészmérnöki és villamosmérnöki kar által közösen gondozott energetikai mérnök szak alapításában. Ennek elismeréseként az eső két kiadott diplomát a védés elnökeként írta alá. A BME Pattantyús- Ábrahám Géza Gépészeti Tudományok Doktori Iskola alapító tagja, az elnevezés javaslata alapján történt. 2004-től nyugdíjas egyetemi tanár.
1967-ben védte meg a műszaki tudományok kandidátusi, 1974-ben akadémiai doktori értekezését. Az MTA Energetikai, illetve az Áramlás- és Hőtechnikai Bizottságának lett tagja. 1987-ben választották meg a Magyar Tudományos Akadémia levelező, 1998-ban pedig rendes tagjává. A Federation Europenne D Associations Nationals D Ingenienrs számára a European Engineer cimet adományozta. Az USA- ban 1980-as évben az Argon National Laboratory „Environmental Impact Assesment of Nuclear Power Plants” továbbképzésén vett részt. 1988-tól annak 1995-ös megszűnéséig a Tudományos Minősítő Bizottság tagja volt. Emellett a Könyv és Folyóirat-kiadó Bizottság tagja volt és a Környezettudományi Elnöki Bizottság munkájában ma is részt vesz. Akadémiai tisztségei mellett az Energiagazdálkodási Tudományos Egyesület elnökségi tagja volt, az Energia Világkonferencia (World Energy Council) magyar nemzeti bizottságának elnöke 1997-től, jelenleg is, The Combustion Institute” Magyar Nemzeti Bizottságának 1974-től tagja, 1987-1999 elnöke. International Flame Research Foundation I’Jmuiden-NL Nemzeti Bizottság elnöke volt.    és az Energia Világkonferencia magyar nemzeti bizottságának elnöke. Az Acta Technica szerkesztőbizottságának is tagja volt.

## Munkássága
Fő kutatási területei az energetika és a tüzeléstechnika, ezen belül a gyenge minőségű szeneké és szénhidrogéneké. Emellett a szénkeverékek aprítási és égési törvényszerűségeivel, valamint a szénhidrogének és a szénportűz stabilitásával is foglalkozik. A 2000-es évek második felétől a globális felmelegedés energetikai problémáit kutatja.
Legjelentősebb szabadalma a munkatársaival kidolgozott úgynevezett „hibrid-fluidizációs tüzelési rendszer”, amelynek jelentősége, hogy az eljárás a tüzelés stabilitásával, károsanyag-kibocsátásával, valamint a különböző tüzelőanyagok minőségváltozásával kapcsolatos problémákra megoldást ad, illetve lényegesen mérsékli a problémákat. A rendszer hozzájárult az energiatermelés jelentős szektorában a kutatás-fejlesztés hatékonyságának növeléséhez. További szabadalmai közé tartozik egy új elven működő szénőrlőmalom és egy olyan szénpörgő, amely alacsony nitrogén-oxidos tüzelést biztosít.
Jelentős szerepe volt az újonnan épített erőművek (Ajkai Hőerőmű, Oroszlányi Erőmű, Dunamenti Erőmű és Bánhida stb.) üzembe helyezése kapcsán előkerült problémák megoldásában, illetve fontos eredményeket ért el az energetikai hőcserélők fejlesztésében és az erőművi víztisztítás területén. A gyöngyösi, lignittüzelésű Mátrai Erőmű  létesítéséhez szükséges első magyar 200 m magasságú kémény által kibocsátott füstgáz szennyezőinek terjedését és a környezet szennyezés mértékének elemzését végezte el. A működése idején A VEIKI-ben az 1970 – 92 időszakban nemzetközileg is kiemelkedő kutatás-fejlesztési eredmények születtek. Néhány fontosabb: egy 750 kV-os, 2000 MW teljesítményű, váltakozó áramú Albertirsa–Vinnicjat közötti távvezeték 479 km hosszúságú a magyarországi, Albertirsa és az ukrajnai Borodcsici szakaszának fejlesztési munkái; Paks I építésekor a tömörség vizsgáló rendszer megtervezése és a vizsgálat, nukleáris biztonsági elemzések, atomtiszta ellenáramú ioncserélő víztisztító kifejlesztése,  az erőműi nagy berendezésekhez rezgésdiagnosztika; a villamos hálózatok védelmi berendezéseknél az elektromechanikus megoldás helyett elektronikus megoldások fejlesztése és gyártása; lézerholográfiás égéselméleti kísérletek alapján új tüzelési eljárások pl. fluidizácios tüzelés kifejlesztése; kis nitrogénoxid kibocsátású szénhidrogén égők kifejlesztése, gyártása; a hazai számítástechnika korai időszakában nagy-teljesítményű számítógéppel a villamos-energia ipar első nagy adatfeldolgozási rendszerének megvalósítása; az intézetben a nagy-,mini- és mikro számítógépek összekapcsolt hálózatának létrehozása; a Dunába és a Tiszába befolyó meleg, erőműi hűtővíz  hő-eloszlásának első vizsgálata, a folyókra telepíthető erőműi teljesítmények megállapítása céljából; az ország első nagy-teljesítményű, tetőt borító napkollektor kifejlesztése és felszerelése az MNB pünkösdfürdői  pihenőházán. 
Közel háromszáz tudományos publikáció szerzője vagy társszerzője. Publikációit magyar és angol nyelven adja közre de több oroszul és egy kínaiul is megjelent. Összesen tizenkét szabadalmat jegyeztetett be.

## Díjai, elismerései
- Segner Hungaricus-díj (1975)
- Széchenyi-díj (1997) – A nagy széntüzelésű kazánokhoz hibrid-fluid tüzelési rendszer kifejlesztésében és megvalósításában végzett munkájáért, valamint a tudományos kutatás és az egyetemi oktatás terén végzett tevékenységéért.
- Akadémiai-Szabadalmi Nívódíj (2008)
- Munkaérdemrend bronz fokozata1979-ben
- „Munkaérdemrend” arany fokozata1985-ben,
- „Tűzbiztonsági Érem” arany fokozata 1980-ban
- Kiváló Feltaláló ezüst fokozatot 1984-ben,
- Kiváló Feltaláló arany fokozatot 1988-ba.
- Az Expo-n a „Génius  ‘96 Díj”  1996-ban.
- Kiadói Nívódíj 2012-ben (Energia – CO2 – felmelegedés című könyv)

## Főbb publikációi
- The Theory of Grindability and the Comminution of Binary Mixtures (1974)
- Korszerű kazánberendezések (1977)
- Combustion Stability (1980)
- Óriás kazánok szénporelőkészítő rendszerei (1984, kínaiul is)
- Industrial Firing (1987)
- Combustion Modelling of Coal Particles (1991)
- New Method for High Power Fluidization Firing (1993)
- Új technológiák az energetikában (1995)
- Combustion Efficiency and Air Quality (1995)
- Transport Phenomena in Combustion Aerodinamics and Combustion in Fluidized Bed Furnace Chamber (1996)
- Az energetikai fejlesztések fő irányai (2002)
- Környezetvédelmi lexikon (társszerk., 2002)
- Megújuló energiák (2007)
- Energetika – CO2 – felmelegedés
- Megjegyzések a globális felmelegedéshez (Gróf Gyulával, 2008)